# 22 décembre 1982
Le mercredi 22 décembre 1982 est le 356e jour de l'année 1982. phase lunaire n°3

## Naissances
- Semisi Telefoni, joueur international tongiens de rugby à XV
- Olivier Laisney, trompettiste de jazz français
- Shang Wenjie, chanteuse chinoise
- Leif Lampater, coureur cycliste sur piste allemand
- Olha Leleyko, escrimeuse ukrainienne
- Brooke Nevin, actrice canadienne
- Olivier Tia, footballeur ivoirien
- Teko Modise, footballeur sud-africain
- Agbani Darego, mannequin de nationalité nigériane
- Britta Heidemann, escrimeuse allemande
- Místico, catcheur (lutteur) mexicain
- Monika Karsch, tireuse sportive allemande
- Diana Dondoe, top model roumaine
- Souleymane Camara, footballeur international sénégalais
- Apostol Popov, footballeur international bulgare
- Rodney Martin, athlète américain, spécialiste du sprint

## Décès
- Alain Serdac (né le 17 mai 1898), écrivain français
- Constantin Weriguine (né le 6 février 1899), parfumeur et aristocrate russe
- Félix Likiniano (né le 14 janvier 1909), militant anarchiste basque

## Autres événements
- Sortie américaine du film Kiss Me Goodbye (film)
- Sortie en France du film Ne sois pas triste
- Sortie française du film Diner
- Sortie française du film Les Croque-morts en folie
- Sortie italienne du fill Mes chers amis 2
- Découverte de l'astéroïde (6950) Simonek
- Formation de la nouvelle commune : Ayguatébia-Talau
- Quispamsis devient une ville